# Mulbagal
Mulbagal è una città dell'India di 44.031 abitanti, situata nel distretto di Kolar, nello stato federato del Karnataka. In base al numero di abitanti la città rientra nella classe III (da 20.000 a 49.999 persone).

## Geografia fisica
La città è situata a 13° 10' 0 N e 78° 24' 0 E e ha un'altitudine di 826 m s.l.m..

## Società

### Evoluzione demografica
Al censimento del 2001 la popolazione di Mulbagal assommava a 44.031 persone, delle quali 22.353 maschi e 21.678 femmine. I bambini di età inferiore o uguale ai sei anni assommavano a 6.317, dei quali 3.206 maschi e 3.111 femmine. Infine, coloro che erano in grado di saper almeno leggere e scrivere erano 26.830, dei quali 15.085 maschi e 11.745 femmine.